# Myrteta planaria
Myrteta planaria là một loài bướm đêm trong họ Geometridae.